# Iguig
Iguig ist eine Stadtgemeinde in der philippinischen Provinz Cagayan. Im Jahre 2015 lebten in dem 108 km² große Gebiet 27.862 Einwohner, wodurch sich eine Bevölkerungsdichte von 258 Einwohnern pro km² ergibt. Iguig wurde 1607 gegründet und wird von den drei philippinischen Ethnien Itawes, Ibanag und Ilokano bewohnt.
Iguig ist in die folgenden 23 Baranggays aufgeteilt:
| - Ajat - Atulu - Baculud - Bayo - Campo - Dumpao - Gammad - Garab - Malabbac - Manaoag - Minanga Norte - Minanga Sur | - Nattanzan - Redondo - Salamague - San Esteban - San Isidro - San Lorenzo - San Vicente - Santa Barbara - Santa Rosa - Santa Teresa - Santiago |